# Endotoxin
Endotoxiner är ämnen som finns hos bakterieceller men inte hos djurceller.  Ordet betyder bokstavligen "inre gift" men är till skillnad från exotoxiner inget som bakterierna aktivt utsöndrar.
Vid bakteriens död läcker endotoxinerna ut, närvaron av dem är därför en kraftig varningssignal för immunförsvaret om pågående infektion. Effekterna av immunförsvarets reaktion kan bli mycket dramatisk (exempelvis DIC) och är hos personer med normalt immunförsvar det som leder till döden vid infektioner med endotoxinhaltiga bakterier snarare än bakteriernas angrepp i sig.
Det vanligaste exemplet på endotoxiner är lipopolysackarider (LPS) eller i några fall lipooligosackarider (LOS) som är en del av yttermembranet hos vissa gramnegativa bakterier (se gramfärgning). Lipopolysackarider består av en polysackariddel (socker) och en lipiddel (fett). Det är lipiddelen, kallad lipid A, som orsakar giftigheten hos endotoxiner. Människor bildar antikroppar mot endotoxiner efter exponering men inte mot polysackariddelen, som varierar mycket mellan olika bakterier. Antikropparna kommer därför att ge ett begränsat skydd.
LPS binder till ett protein kallat lipid binding protein, LBP, i cellmembranet på vissa immunceller. Detta ger en signalreaktion via Toll-like receptor-4 (TLR4) som orsakar utsöndring av pro-inflammatoriska cytokiner och kväveoxid. Detta leder till en endotoxisk chock.
Det finns även enstaka exempel på endotoxiner som inte är lipopolysackarider. Det är diskuterbart om grampositiva bakterier, vars cellvägg har en helt annan struktur är gramnegativas, kan bilda endotoxiner. TA (teichoic acid) samt LTA (lipoteichoic acid), som finns i de grampositiva bakteriernas cellvägg, har dock visat sig kunna inducera ett immunsvar på ett liknande sätt som endotoxiner, men svagare. 